# Reinhard Seiler
Reinhard Seiler (Rawitsch, 30 de agosto de 1909 — Grafengehaig, 6 de outubro de 1989) foi um piloto de aeronaves alemão que iniciou os seus combates durante a Guerra Civil Espanhola onde lutou com a Legião Condor. Tornou-se um dos maiores ases da Segunda Guerra Mundial ao conseguir abater 109 aeronaves inimigas (9 na Espanha, 96 na Frente Oriental e 1 quadrimotor aliado) em cerca de 500 missões de combate, se tornando então comandante da Jagdgeschwader 104.

## História
Reinhard Seiler entrou para a Luftwaffe no ano de 1935, sendo enviado para uma Escola de Pilotos de Caça (em alemão: Jagdfliegerschule) onde aprendeu a pilotar. Terminou o seu curso de piloto em 1938 e foi enviado logo em seguida para lutar na Guerra Civil Espanhola, onde Hitler enviou forças para auxiliar o General Francisco Franco. Esta famosa força que foi enviada era a Legião Condor onde diversos pilotos alemãs serviram como voluntários, muitos destes foram mais tarde grandes ases da Segunda Guerra Mundial. Nesta campanha, Seiler conseguiu abater 9 aeronaves inimigas. Nesta campanha Seiler serviu sob comando do Jagdgruppe 88 que contava com os modernos Messerschmitt Bf 109.
Após retornar para a Alemanha em junho de 1939, foi condecorado com a Cruz Espanhola em Ouro com Diamantes, sendo um dos 27 soldados que receberam esta condecoração.

### Segunda Guerra Mundial
Entrou para a I/JG 76, estando nesta unidade no início da Segunda Guerra Mundial. O Oberleutnant Seiler atuou em combate na Invasão da França e após foi enviado para realizar patrulhas na fronteira com a França. No dia 15 de Dezembro de 1939 se tornou Saffelkapitän do 1. Staffel desta unidade.
Com o início da campanha na Frente Ocidental, Seiler voou durante a Batalha da França onde conseguiu o seu primeiro abate da Segunda Guerra Mundial no 10 de janeiro de 1940 sendo por este feito condecorado com a Cruz de Ferro de 2ª Classe, que lhe foi entregue no dia 20 de Janeiro de 1940. Ao final do mês de Julho de 1940, Seiler conseguiu abater a sua 4ª aeronave inimiga sobre o Canal da Mancha, sendo condecorado com a Cruz de Ferro de 1ª Classe no dia 30 de Julho de 1940.
Durante uma missão sobre a França Ocupada no dia 6 de agosto de 1940 Seiler entrou em combate contra os caças da RAF, tendo o seu Bf 109E sido bastante avariado e mesmo ele estando gravemente ferido, conseguiu saltar sobre a França.
A gravidade dos ferimentos foram tão grandes que lhe valeram o Badge de Ferido em Ouro e teve de ficar por vários meses internado no hospital naval em Hardinghen, próximo a Calais para a sua recuperação. Durante a sua internação o Staffelkapitän Seiler foi fotografado e só se podia ver as mãos e uma pequena parte da cabeça, estando o resto enfaixado. Durante a sua internação foi promovido para Hauptmann no dia 1 de Dezembro de 1940.
Seiler retornou para a sua unidade pouco antes do início da Operação Barbarossa, no mês de junho de 1941. Combatendo com a Grünherz, Seiler iniciou uma série de combates bem sucedidos nesta unidade, onde saiam a partir da Prússia Oriental, e chegaram até Leningrado no Outono do mesmo ano.
Com os recentes resultados positivos que havia conquistado, Seiler foi condecorado com o Troféu de Honra da Luftwaffe (em alemão: Ehrenpokal der Luftwaffe) no dia 20 de Agosto de 1941. Além de ser um ótimo piloto, Seiler era um líder e no dia 1 de Outubro de 1941 foi designado para ser o Gruppenkommandeur do III./JG 54.
As suas vitórias só aumentavam, conseguindo abater a sua 25ª aeronave inimiga, feito este que fez com que o Hauptmann Reinhard Seiler tenha se tornado um dos primeiros soldados que recebeu a Cruz Germânica em Ouro, condecoração esta que lhe foi entregue no dia 17 de outubro de 1941. Logo em seguida, Seiler alcançou a sua 42 ª vitória confirmada em 200 missões de combate, sendo por isto condecorado com a Cruz de Cavaleiro da Cruz de Ferro no dia 20 de dezembro de 1941.
Seiler participaria de combates em todo o setor norte da frente russa durante o ano de 1942, tendo durante esta época conseguido um total de 16 vitórias confirmadas em combates noturnos. Foi mencionado na Wehrmachtbericht no dia 19 de junho de 1942 pela sua liderança contra as forças russas.
No dia 15 de Abril de 1943 foi designado Gruppenkommandeur do I./JG 54. A nova unidade de Seiler foi transferida para a Frente Ocidental no mês de Julho de 1943 para realizar a Defsa do Reich contra as formações aliadas cada vez maiores compostas de bombardeiros e de caças P-47 Thunderbolt, P-38 Lightning e P-51 Mustang.
Combateu por pouco tempo neste fronte, tendo abatido um bombardeiro quadrimotor no dia 6 de julho de 1943, sendo esta a sua 100ª e última vitória durante a Segunda Guerra Mundial, sendo mais uma vez gravemente ferido pelo fogo inimigo. Seiler teve de ficar internado por alguns meses no hospital e a gravidade de seus ferimentos o impediram de voar novamente.
Ao retornar para o fronte foi enviado novamente para a Frente Oriental, onde reassumiu o posto de Kommandeur do I/JG 54. Devido a sua bravura em combate, o Major Reinhard Seiler foi condecorado com a Cruz de Cavaleiro da Cruz de Ferro com Folhas de Carvalho no dia 2 de Março de 1944, sendo o 419º soldado da Wehrmacht a receber esta condecoração entregue por Hitler.
O Major Seiler retornou para a Frente Ocidental no mês de a Agosto de 1944 sendo então designado como Geschwaderkommodore da JG 104. Seiler permaneceu nesta unidade onde realizava a Defesa do Reich até o fim da guerra, quando se tornou prisioneiro de guerra dos aliados. Foi libertado no ano de 1946 e se fixou na Alemanha Ocidental.
O major Reinhard "Seppl" Seiler morreu na localidade de Grafengehaig bei Kulmbach (Baviera), então Alemanha Ocidental, no dia 6 de outubro de 1989, aos 80 anos de idade.

## Condecorações
| Cruz Espanhola em ouro com Espadas e Diamantes | 6 de Junho de 1939     |
| Cruz de Ferro de 2ª Classe                     | 20 de Janeiro de 1940  |
| Cruz de Ferro de 1ª Classe                     | 30 de Julho de 1940    |
| Badge de Feridos em Ouro                       |                        |
| Ehrenpokal der Luftwaffe                       | 20 de Agosto de 1941   |
| Cruz Germânica em Ouro                         | 15 de Outubro de 1941  |
| Cruz de Cavaleiro da Cruz de Ferro             | 20 de Dezembro de 1941 |
| Folhas de Carvalho                             | 2 de Março de 1944     |
| Mencionado na Wehrmachtbericht                 | 19 de Junho de 1942    |